# Возна-Кушнір Галина Петрівна
Галина Петрівна Возна-Кушнір (уроджена Возна; 16 лютого 1931, Житомир — 15 лютого 2017, Київ) — українська мікробіолог, правозахисниця, дисидентка.

## Життєпис
Галина Возна народилася 16 лютого 1931 року в родині аграрія Петра Платоновича Возного та педагога Надії Антонівни Смульської, що побралися роком раніше. Невдовзі після народження доньки Петра Платоновича призвали до армії. Мати ж вчителювала у селі Фасова на Житомирщині, де тяжко пережила з дитиною Голодомор 1932—1933 років. Коли батька 1934 року послали у військово-транспортну академію до Москви, то він перевіз родину до себе, 1937 року — до Хабаровська, 1945 року — на Сахалін.
1948 року родина Возних перебралися до Києва, де Галина закінчила 10 клас. У 1949—1954 роках навчалася на біологічному факультеті Київського університету. У 1957—1960 роках працювала в Інституті фізіології АН УРСР, навчалася в аспірантурі Інституту землеробства. 1963 року захистила кандидатську дисертацію з мікробіології.
1962 року Возна стала активним членом Клубу творчої молоді (КТМ) «Сучасник», де була призначена скарбником. Збирала внески на чергові заходи, екскурсії, на візок Євгенові Концевичу, до якого часто їздила з 1962 року. Була присутня на похороні Василя Симоненка у січні 1963 року. КТМ зібрав і передав матері Симоненка чималу суму на спорудження пам'ятника в Черкасах.
Возна товаришувала з Надією, Леонідою та Іваном Світличними, Аллою Горською, Галиною Зубченко, Іваном Гончаром. Разом із ними організовувала мистецькі вечори, художні виставки, брала участь у колядуваннях під керівництвом Володимира Нероденка.
1962 року Галина Петрівна познайомилася з художником Веніаміном Кушніром, з яким згодом побралася. Вони зберігали й організовували тиражування літератури самвидаву. Возна зберегла 67 праць різних авторів, які згодом передала до Музею шістдесятництва. Серед них фотокопії забороненої до друку 1963 року книжки Ліни Костенко «Зоряний інтеграл», книжки Богдана-Ігоря Антонича, що теж не була надрукована. Подружжя Кушнірів не раз зауважувало, що в їхньому помешканні за їх відсутності кагебісти неодноразово проводили обшуки — нічого не виявляли, тому з офіційними обшуками не з'являлися.
Подружжя Кушнірів друкувало самвидав. Першими були статті «Культ особистості в біології» (рос. «Культ личности в биологии»), яку Галина Петрівна вичитувала разом з Євгеном Пронюком, а також стаття Євгена Сверстюка «З приводу процесу над Погружальським». Ходила на процес Погружальського.
Возна стала очевидцем пожежі в Бібліотеці імені Вернадського 24 квітня 1964 року. 1968 року Галина Петрівна двічі ставала свідком того, як горіли книжки у Георгіївському соборі Видубицького монастиря.
Возна-Кушнір брала участь у поході зі смолоскипами 8 червня 1963 року від Інституту харчової промисловості на Володимирській, до пам'ятника Іванові Франку. 20 вересня 1964 року Возна взяла участь у спільному 70-річчі Івана Світличного та Алли Горської. Щороку ходила до пам'ятника Тарасові Шевченку 22 травня, зокрема, і 1967 року, коли колону, що йшла у напрямку будівлі ЦК КПУ, обливали водою з пожежних машин. 
Зазнавала утисків з 1965 року після початку арештів української інтелігенції: зволікали з її атестуванням і присвоєнням звання старшого наукового співробітника, зрештою достроково як неблагонадійну спровадили на пенсію. Посилала листи і бандеролі політв’язням. 1972 її викликали на допит у справі Надії Світличної.
З 1966 року протягом понад 20 років Возна працювала в Ботанічному саду АН УРСР, де вперше в Україні створила лабораторію клонального розмноження тропічних і субтропічних рослин. З 1986 року Галина Петрівна написала три монографії, методичні рекомендації.
У час становлення незалежності України була активною учасницею мітингів, зібрань, громад, акцій.
Галина Петрівна померла 15 лютого 2017 року. Похована 17 лютого біля чоловіка на Совському цвинтарі в Києві.